# Куромацунай
Куромацунай (яп. 黒松内町 Куромацунай-тё:) — посёлок в Японии, находящийся в уезде Суццу округа Сирибеси губернаторства Хоккайдо. Площадь посёлка составляет 345,47 км², население — 3116 человек (30 июня 2014), плотность населения — 9,02 чел./км².

## Географическое положение
Посёлок расположен на острове Хоккайдо в губернаторстве Хоккайдо. С ним граничат посёлки Тоёура, Ранкоси, Суццу, Осямамбе и село Симамаки.

## Население
Население посёлка составляет 3116 человек (30 июня 2014), а плотность — 9,02 чел./км². Изменение численности населения с 1980 по 2005 годы:
| 1980 | 4532 чел. |  |
| 1985 | 4214 чел. |  |
| 1990 | 3927 чел. |  |
| 1995 | 3875 чел. |  |
| 2000 | 3608 чел. |  |
| 2005 | 3457 чел. |  |

## Символика
Деревом посёлка считается Fagus crenata.